# Verret (Nouveau-Brunswick)
Pour les articles homonymes, voir Verret.
Le village de Verret est une ancienne municipalité canadienne, située dans le comté de Madawaska, dans le nord-ouest du Nouveau-Brunswick.
Depuis le 25 mai 1998, Verret fait maintenant partie de la cité d'Edmundston, en application de la Loi de 1998 sur Edmundston. Le quartier 4, qui garde le nom de Verret, a aussi vu entrer avec lui dans le nouveau Edmundston l'ancienne ville de Saint-Basile et l'ancien village de Saint-Jacques.